# Sirimongkhon Jitbanjong
Sirimongkhon Jitbanjong (thailändisch ศิริมงคล จิตบรรจง, * 8. August 1997 in Khon Kaen) ist ein thailändischer Fußballspieler.

## Karriere

### Verein
Sirimongkhon Jitbanjong erlernte das Fußballspielen in der Schulmannschaft der Khon Kaen Sport School. Seinen ersten Vertrag unterschrieb er 2014 beim damaligen Erstligisten Suphanburi FC. Hier wurde er bis 2016 in der U-23-Mannschaft eingesetzt. 2015 die komplette Saison und 2016 die Rückserie wurde er an den Drittligisten Simork FC ausgeliehen. Die Hinserie 2016 wurde er an Khon Kaen United FC ausgeliehen. Hier kam er nur zweimal zum Einsatz, da Khon Kaen während der Saison gesperrt wurde. Seit 2017 ist er im Kader der Erstligamannschaft vom Suphanburi FC. Nach der Hinrunde 2021/22 wechselte er auf Leihbasis zum Zweitligisten Navy FC nach Sattahip. Am Ende der Saison 2021/22 musste er mit der Navy als Tabellenletzter in die dritte Liga absteigen. Im Mai 2022 kehrte er nach der Ausleihe nach Suphanburi zurück. Nachdem Suphanburi am Ende der Saison den Weg in die zweite Liga antreten musste, wurde er zur neuen Saison von der Navy fest unter Vertrag genommen. Im Sommer 2024 wurde sein Vertrag nicht verlängert. Zu Beginn der Rückrunde 2024/25 wurde er vom ebenfalls in der Eastern Region spielenden Marines FC unter Vertrag genommen.

### Nationalmannschaft
Von 2015 bis 2016 spielte Sirimongkhon Jitbanjong neunmal in der thailändischen U-19-Nationalmannschaft. Dreimal trug er das Trikot der U-23. Seit 2018 spielte er dreimal für die U-23.